# 제21회 골든 글로브상
제21회 골든 글로브상은 1963년 상영된 영화 중 가장 뛰어난 영화를 수상하기 위해 1964년 3월에 열린 시상식이다. 미국,엠버서더 호텔/코코넛 그로브에서 개최되었다.

## 수상 및 후보

### 세실 B. 데밀 상
- 조셉 E. 레빈 수상

### 작품상-드라마
- 더 카디널 - 오토 프레밍거 수상
- 아메리카 아메리카 - 엘리아 카잔
- 캡틴 뉴먼, M.D. - 데이비드 밀러
- 케어테이커 - 홀 버틀렛
- 클레오파트라 - 조셉 L. 맨키위즈
- 대탈주 - 존 스터지스
- 허드 - 마틴 리트
- 들백합 - 랠프 넬슨

### 여우주연상-드라마
- L자형 방 - 레슬리 카론 수상
- 부부의 침대 - 마리나 블라디
- 더 카디널 - 로미 슈나이더
- 케어테이커 - 폴리 버겐
- 페이퍼 맨 - 알리다 발리
- 러브 위드 더 프로퍼 스트레인저 - 나탈리 우드
- 욕망의 끝 - 레이첼 로버츠
- 토이즈 인 더 아틱 - 제라르딘 페이지

### 남우주연상-드라마
- 들백합 - 시드니 포이티어 수상
- 아메리카 아메리카 - 스타디스 지아렐리스
- 캡틴 뉴먼, M.D. - 그레고리 펙
- 더 카디널 - 톰 트라이언
- 클레오파트라 - 렉스 해리슨
- 허드 - 폴 뉴먼
- 러브 위드 더 프로퍼 스트레인저 - 스티브 맥퀸
- 어글리 아메리칸 - 말론 브란도

### 작품상-뮤지컬코미디
- 톰 존스의 화려한 모험 - 토니 리처드슨 수상
- 바이 바이 버디 - 조지 시드니
- 어마 라 듀스 - 빌리 와일더
- 매드 매드 대소동 - 스탠리 크레이머
- 틱클리시 어페어 - 조지 시드니
- 언더 더 얌얌 트리 - 데이비드 스위프트

### 여우주연상-뮤지컬코미디
- 어마 라 듀스 - 셜리 맥클레인 수상
- 바이 바이 버디 - 앤-마그렛
- 샤레이드 - 오드리 헵번
- 컴 블로 유어 혼 - 몰리 픽콘
- 컴 블로 유어 혼 - 질 세인트 존
- Move Over, Darling - 도리스 데이
- 뉴 카인드 오브 러브 - 조앤 우드워드
- 썸머 매직 - Hayley Mills

### 남우주연상-뮤지컬코미디
- 디아볼로(영어판) - 알베르토 소르디 수상
- 샤레이드 - 캐리 그랜트
- 컴 블로 유어 혼 - 프랭크 시나트라
- 어마 라 듀스 - 잭 레먼
- 매드 매드 대소동 - 조나단 윈터스
- 약소국 그랜드 펜윅 이야기 2 - 테리-토머스
- 톰 존스의 화려한 모험 - 앨버트 피니
- 언더 더 얌얌 트리 - 잭 레먼
- 휠러 딜러 - 제임스 가너

### 여우조연상
- VIP - 마가렛 루더포드 수상
- 아메리카 아메리카 - 린다 마
- 글로벌 어페어 - Liselotte Pulver
- 허드 - 패트리샤 닐
- 들백합 - 리리아 스칼라
- 국제 음모 - 다이안 베이커
- 톰 존스의 화려한 모험 - 조안 그린우드
- 토이즈 인 더 아틱 - 웬디 힐러

### 남우조연상
- 더 카디널 - 존 휴스턴 수상
- 아메리카 아메리카 - 폴 만
- 아메리카 아메리카 - 그레고리 로자키스
- 캡틴 뉴먼, M.D. - 바비 다린
- 클레오파트라 - 로디 맥도웰
- 컴 블로 유어 혼 - 리J.콥
- 허드 - 멜빈 더글러스
- 톰 존스의 화려한 모험 - 휴 그리피스

### 외국어 영화상
- 지하실의 멜로디 - 앙리 베르누이 수상
- 디아볼로(영어판) - 지안 루이지 폴리도로
- Quattro giornate di Napoli, Le - Nanni Loy
- 태평양을 홀로 - 이치가와 곤
- 천국과 지옥 - 구로사와 아키라

### 감독상
- 아메리카 아메리카 - 엘리아 카잔 수상
- 더 카디널 - 오토 프레밍거
- 케어테이커 - 홀 버틀렛
- 클레오파트라 - 조셉 L. 맨키위즈
- 더 헌팅 - 로버트 와이즈
- 허드 - 마틴 리트
- 톰 존스의 화려한 모험 - 토니 리처드슨
- 어글리 아메리칸 - George Englund